# Convenzione sulla salute e la sicurezza nelle costruzioni, 1988
La Convenzione sulla salute e la sicurezza nelle costruzioni, 1988 è la convenzione n. 167 dell'Organizzazione internazionale del lavoro (ILO), adottata il 20 giugno 1988, a seguito della riunione del 1º giugno 1988 a Ginevra della Conferenza generale dell’Organizzazione internazionale del lavoro, nel corso della sua 75ª sessione.

## Ratifiche
A giugno 2023, la convenzione era stata ratificata da 34 Stati.